# 林园高原
林园高原（格贺/越南语：Lang Biang），是越南西原地区地势最高的高原及山区，也是重要的生物多样性中心。婆山自然保护区位于其东沿。林园高原境内最重要的城市是大叻市，因此林园高原也被称为大叻高原。最高峰是位于楊申山的朱杨申顶，海拔2442米。
一些重要的特有种以郎房高原命名，如林园水蛙（英語："Hylarana" montivaga）等。
林园高原向东北延伸成为姆德拉山脉（或“庆阳高原”；Drắk读作Đrắk），其高原一般海拔仅400–500米但山脉山脊海拔常上千，延棉直至海岸线。主峰đỉnh Chư H’Mu或望夫山 (姆德拉山脉)海拔2051米。